# Lena Reißner
Lena Charlotte Reißner (nascida em 14 de novembro de 2000 ) é uma ciclista alemã. Especialista na pista, ela é notadamente campeã europeia de perseguição por equipes em 2021.

## Palmarés em pista

### Campeonatos mundiais
- Berlim 2020
  - 16 geral[2]

### Copa das Nações
- 2021
  - 3 na perseguição em Cali
- 2023
  - 2 na perseguição por equipe em Milton

### Campeonato europeu
| Edição / Prova                | Perseguição por equipas | corrida de pontos | Scratch | americano |
| Aigle 2018 (júniores)         | Bronze                  |                   |         |           |
| Gent 2019 (esperanças)        | Bronze                  |                   |         |           |
| Fiorenzuola 2020 (esperanças) | Prata                   |                   |         |           |
| Granges 2021                  | Ouro                    |                   |         |           |
| Anadia 2022 (esperanças)      | Bronze                  |                   |         |           |
| Munique 2022                  |                         | 12                |         |           |
| Granges 2023                  |                         |                   | 16      | 7         |

### Campeonato Alemão
- 2016
  -  Campeão Alemão Junior Team Pursuit
- 2018
  -  Campeão Alemão Junior Team Pursuit
- 2022
  - German American Race Champion (com Lana Eberle )